# Nationaal Groeifonds
Het Nationaal Groeifonds is een investeringsfonds van de Nederlandse overheid met als doel  het duurzame verdienvermogen van Nederland te versterken door samen met initiatiefnemers te investeren in projecten die zorgen voor economische groei op lange termijn. Het fonds is opgericht onder leiding van Wopke Hoekstra (minister van Financiën) en Eric Wiebes (minister van Economische Zaken en Klimaat) en werd aangekondigd in de miljoenennota 2020. Projecten worden beoordeeld door de Adviescommissie Nationaal Groeifonds. De adviescommissie is onafhankelijk, heeft tien commissieleden, onder wie Peter Wennink (ex-ASML), Michiel Muller (Picnic) en prins Constantijn, en wordt voorgezeten door Jeroen Dijsselbloem.
Het fonds begon in 2020 met 20 miljard euro voor vijf jaar. Projecten dienen betrekking te hebben op een van de volgende terreinen:
- Kennisontwikkeling;
- Onderzoek, ontwikkeling en innovatie;
- tot begin 2022 ook nog het terrein Infrastructuur.Sindsdien worden infrastructurele projecten gesubsidieerd uit het Mobiliteitsfonds.

Bij de eerste ronde in 2021 werd 4,1 mld aan subsidies toegekend, waaronder drie projecten van infrastructuur. Bij de tweede ronde in 2022 werd 5 miljard euro verdeeld over 28 projecten.

## Projecten
- Verdubbeling spoor Oude Lijn tussen Schiedam en Delft.[5]
- Doortrekken van de Noord/Zuidlijn naar Schiphol (en Hoofddorp) en het sluiten van de Amsterdamse metroring tussen Isolatorweg en Station Amsterdam Centraal.[6][7]
- Bouw Einsteintelescoop, een ondergronds observatorium voor het meten van zwaartekrachtgolven, te bouwen in Zuid-Limburg, een Euregio-project.[3][4]
- Digitaliseringsimpuls NL (digitalisering in het mbo en hoger onderwijs).[4]
- Groene waterstof.[4]
- Ontwikkeling van klimaatresistente gewassen.[3]
- Ontwikkeling van cellulaire agricultuur: industriële productie van melkeiwitten (kaas) en kweekvlees.[8]
- Nationaal Onderwijs Lab AI (NOLAI)[9]

## Graaifonds
Onder het kabinet-Rutte IV dreigde het groeifonds in de woorden van de premier een "nationaal graaifonds" te worden. Kamerleden uit de coalitie en de oppositie kwamen met wensen als steun voor het energie-intensieve bedrijfsleven, het tolvrij maken van de Westerschelde, het verlengen van de tijdelijke verlaging van de benzineaccijns en andere "leuke dingen voor de mensen", met als dekking een greep uit het groeifonds. Ten slotte werd het hele fonds in het hoofdlijnenakkoord van 2024 geschrapt.